# Anders Eneström
Anders Eneström, född 2 december 1756 i Gusum i Ringarums församling, död 28 maj 1824 i Liljendal i Ramsbergs församling, var en svensk brukspatron.
Han var son till mantalskommissarien i Östergötland Sven Jacob Eneström (1718-1763) och Hedvig Lejman samt från 1798 gift med Clara Aurora Liljenroth (1772-1836) och far till brukspatronen Jakob Filip Eneström (1800-1860) samt farfar till läkaren Per Adolf Eneström (1831-1898) och matematikern Gustaf Hjalmar Eneström (1852-1923).
Eneström anställdes av Wennerstedt som förvaltare vid Skogaholms bruk under senare delen av 1700-talet. Eneström som var en kraftfull natur var intresserad av allt nytt. Han förde både bruksdriften och lantbruket vid bruket framåt. Det var även efter hans planläggning som smidet flyttades från Carlshammarsmedjan, belägen nedanför Skogasjön i Svennevadsån, till ett bättre fall och läge i Skogaån vid nuvarande bruksplatsen i Skogaholm. Flyttningen verkställdes 1798 av hans efterträdare bruksförvaltare A. Wahlenberg Speciellt är Eneström ihågkommen på grund av sin iver att lära befolkningen att odla och äta potatis. Särdeles vackra skörderesultat beträffande »jordpäron», erhållna härstädes åren 1787—1790, har han publicerat i Ny Journal uti Hushållningen för år 1791. Tillsammans med sin bror brukspatronen Pehr Ludvig Eneström (1755-1801) köpte han 1793 Lessebo bruk. Efter att Pehr Ludvig Eneström flyttade till Ramsbergs socken för att förvalta sitt eget Klotens bruk lämnade Anders Skogaholms bruk för att överta förvaltningen av Lessebo bruk. Bruket var vid denna tid högt intecknat, och efter broderns död 1801 såldes det 2 december 1802 till bergsrådet Johan Lorentz Aschan som blev den egentlige grundaren av det nyare Lessebo.
Makarna Eneström är begravda på Ramsbergs G:a Kyrkogård.